# Мапеи (стадион)
Мапеи — Читта-дель-Триколоре (итал. Mapei Stadium-Città del Tricolore), до 2012 года — «Стадио Джильо» — футбольный стадион в Реджо-нель-Эмилия, Италия. Домашняя арена двух итальянских клубов: «Реджана» и «Сассуоло».

## История
Построен в 1995 году на месте «Стадио Мирабельо». Получил название Читта дель Триколоре 11 марта 2012 года в память о том, что современный итальянский флаг — Триколоре (триколор) — был создан именно в Реджо-нель-Эмилия в 1797 году. 8 июля 2013 после коммерческого соглашения с компанией Mapei. получил своё нынешнее название. В декабре 2013 года куплен Джорджо Сквинци, сыном владельца компании Mapei.

## Финалы
- В 2016 году принял финал Лиги чемпионов УЕФА среди женщин[2].
- 20 января 2021 года принял матч финала Суперкубка Италии по футболу[3][4].
- 19 мая 2021 года принял матч финала Кубка Италии по футболу[5][6].